# Andries van der Wal
Andries van der Wal (Schiedam, 18 maart 1945) is een Nederlands uitgever en dichter. 
Hij bracht een aantal jaren van zijn jeugd op Curaçao door als Shell-kind. Eind jaren zeventig van de 20ste eeuw was hij uitgever van het Rotterdamse Flamboyant/P.,  een klein gebleven fonds dat toen als een van de weinige Nederlandse uitgeverijen werk uitgaf van belangrijke Antilliaanse auteurs als Charles Corsen, Boeli van Leeuwen, Tip Marugg en Frank Martinus Arion, maar ook bijvoorbeeld van de Surinaamse dichteres Johanna Schouten-Elsenhout.
Hij schreef enkele dichtbundels, onder meer Hoogstens wat kaktusnaalden in je knie & Curaçaose gedichten (1975), werkte mee aan het Schrijvers prentenboek van de Nederlandse Antillen (1980) en schreef met Freek van Wel een brochure over de Antilliaanse literatuur: Met eigen stem (1980).
- Nederlandse Thesaurus van Auteursnamen: 067513360
- Système universitaire de documentation: 028059212
- Virtual International Authority File: 56619204